# Badia a Isola
Badia a Isola (auch Abbadia a Isola, Abazia dell’Isola, Abazia del Lago und Borgonuovo genannt) ist ein Ortsteil (Fraktion) von Monteriggioni in der Provinz Siena, Region Toskana in Italien.

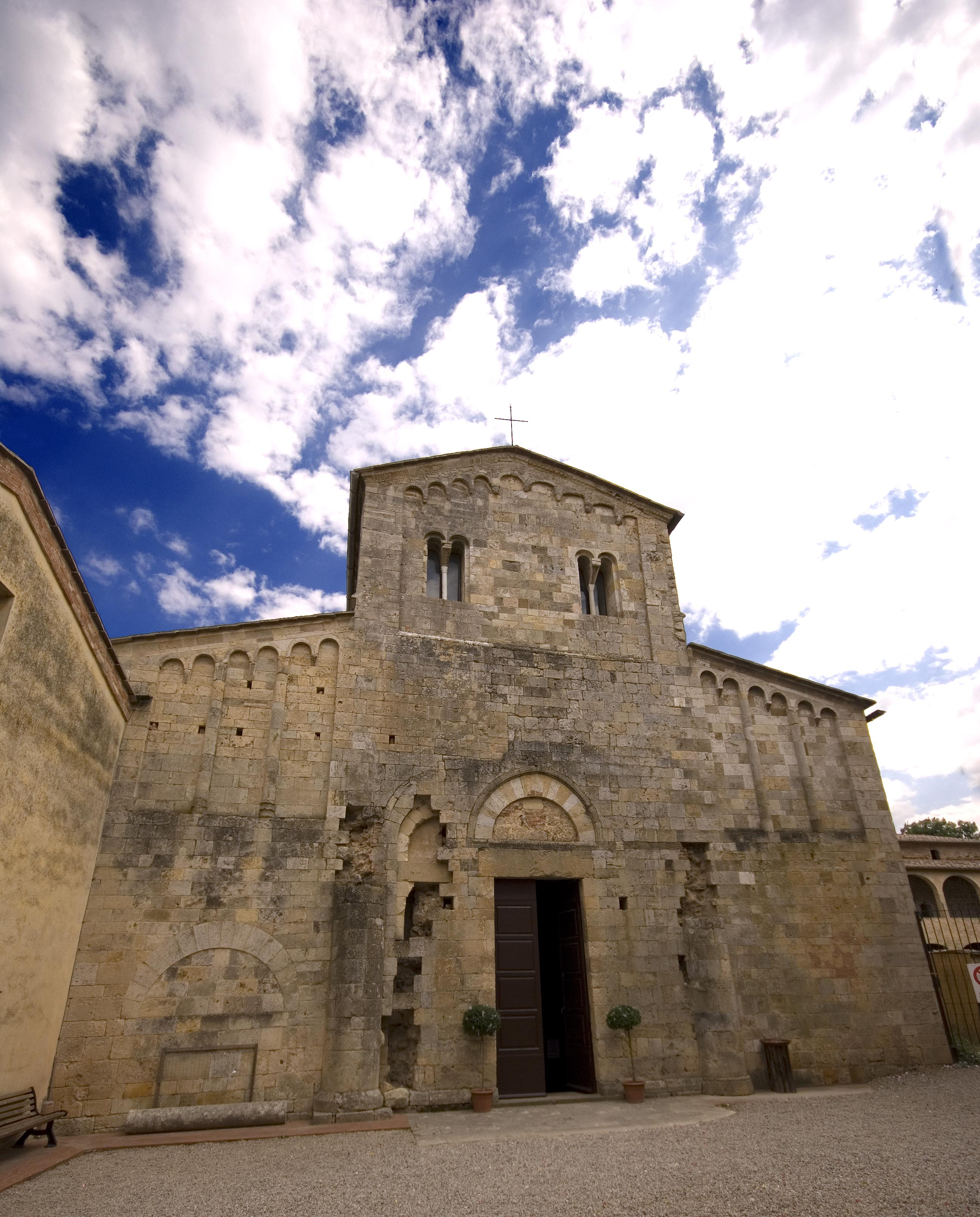
Das Kloster Santi Salvatore e Cirino

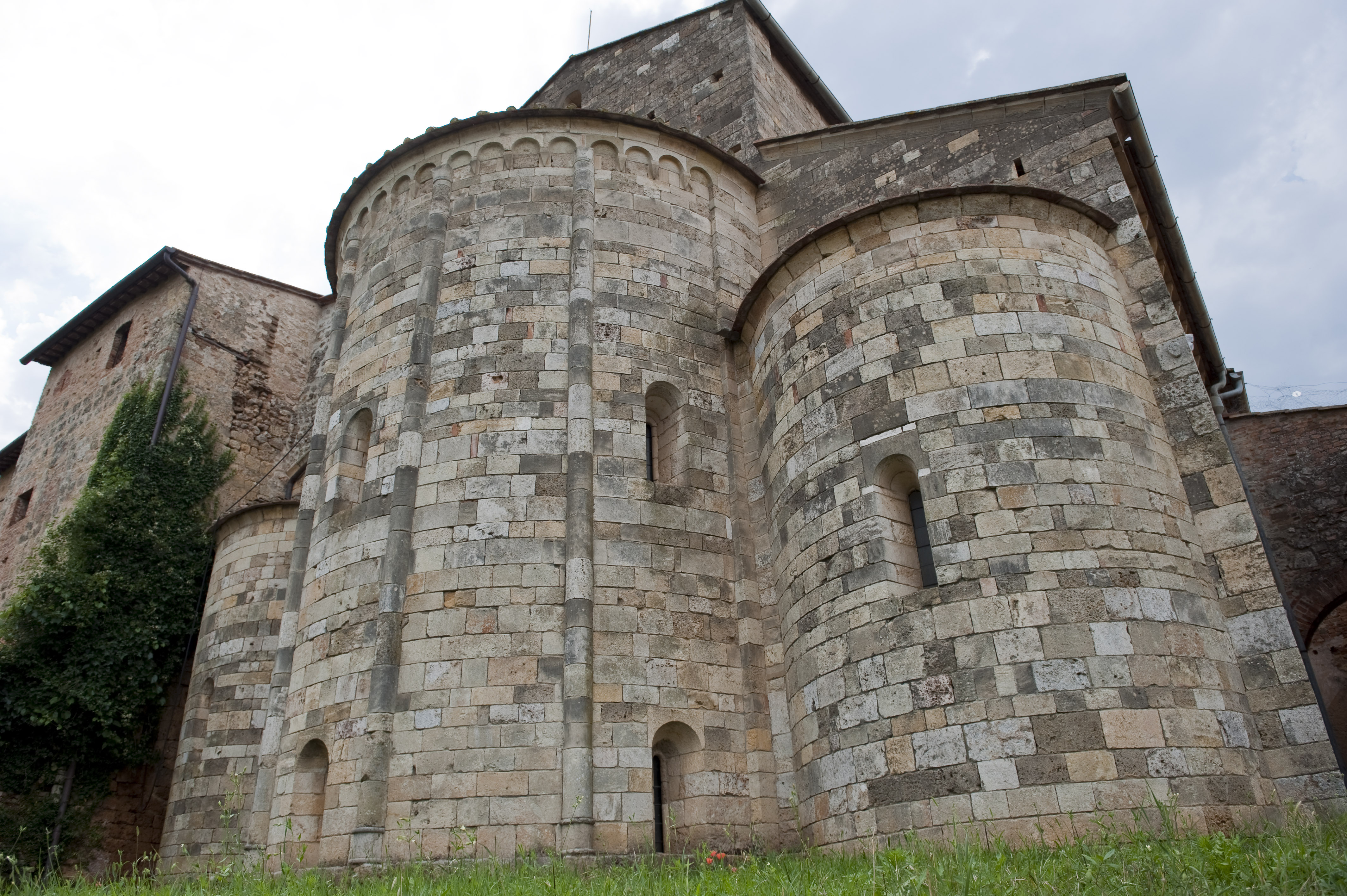
Rückseite des Klosters Santi Salvatore e Cirino

## Geografie
Der Ort liegt 2,4 km westlich des Zentrums von Monteriggioni und 13,5 km nordwestlich der Provinzhauptstadt Siena an der Via Francigena bei 200 m. Er hatte 2001 ca. 140 Einwohner. Der Ort ist Teil der Gebirgskette Montagnola Senese und liegt an einem Ausläufer des Berges Montemaggio (671 m, auch Monte Maggio, 671 m). Der Ortsname a Isola entstand durch die Lage des Klosters, das rundum von Sümpfen, genannt Padule del Canneto, umgeben war und dadurch wie eine Insel (Isola) erschien.

## Geschichte
Erstmals dokumentiert wurde der Ort als Castello di Borgonuovo (XVI Burgenove) von Sigerich der Ernste auf seinem Weg von Rom nach Canterbury im Jahre 994. Die Abtei wurde erstmals am 4. Februar 1001 erwähnt.

## Kloster
Der Ort ist heute hauptsächlich für das Kloster Abbazia dei Santi Salvatore e Cirino bekannt, das 1001 mit anliegendem Hospital von Ava Lambardi di Staggia errichtet und bis 1062 erweitert wurde. Die damals zum Bistum Volterra gehörende Kirche wurde 1173 konsekriert und am Ende des 14. Jahrhunderts wurden die Gebäude mit einem defensiven Mauerring versehen. Das Taufbecken stammt aus dem Jahr 1419. Der große Campanile entstammt wahrscheinlich einem früheren Verteidigungsturm. Bis 1445 wurde die Abtei von den Benediktinern bewohnt, die das Kloster aufgrund der häufigen kriegerischen Auseinandersetzungen zwischen Siena und Florenz verließen. Ab 1446 unterstand die Abtei dann dem Kloster Monastero di Sant’Eugenio in Costafabbri (heute Ortsteil von Siena), etwa 2 km südwestlich von Siena. Heute gehört die Kirche zum Erzbistum Siena-Colle di Val d’Elsa-Montalcino.
Linksseitig des Eingangs von Santi Salvatore e Cirino liegt die kleine Kirche Chiesa della Compagnia del Corpus Domini, die im 16. Jahrhundert entstand.

## Kunstwerke im Kloster

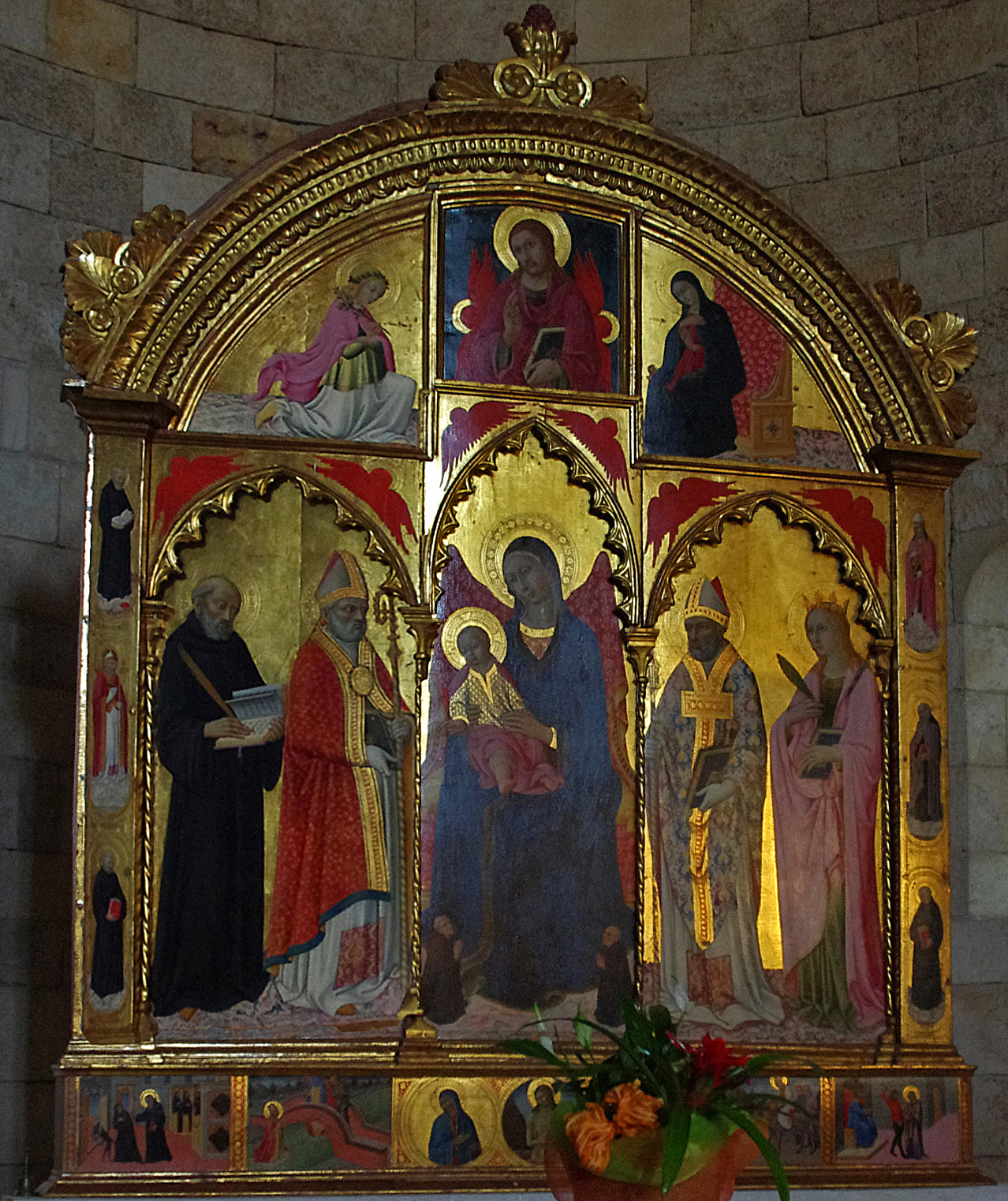
Das Werk Madonna col Bambino e due committenti e i Santi Benedetto, Cirino, Donato, Giustina von Sano di Pietro (1476)

Im Kloster sind die Werke Madonna in trono con Bambino, cherubini, angeli e santi von Taddeo di Bartolo, das Fresko Assunzione della Vergine von Vincenzo di Benedetto di Chele Tamagni (1520 entstanden) und der Flügelaltar Madonna col Bambino e due committenti e i Santi Benedetto, Cirino, Donato, Giustina von Sano di Pietro (Hauptaltar, 1476 entstanden) zu bewundern. Zudem gibt es einen Sarkophag aus römischer Zeit, der am Ende des 12. Jahrhunderts in ein Reliquiario für San Cirino umgebaut wurde. Das Taufbecken wird auf das Jahr 1419 datiert.

## Badia a Isola Meister
Die Abtei ist namensgebend für den sogenannten Badia-a-Isola-Meister, der hier das Werk Madonna col Bambino e angeli (auch Maestà genannt) gestaltete und welches sich heute im Museum Museo civico e d’arte sacra di Colle di Val d’Elsa in Colle di Val d’Elsa befindet.

## Madonna della Neve
Das Oratorio della Madonna della Neve liegt wenige Meter südlich des Ortes am Fuße des Berges Monte Maggio. Das Gebäude ist heute in Privatbesitz und hat keine religiösen Funktionen mehr.

## Casa Giubileo und Gefallenendenkmal La Porcareccia
Am 28. März 1944 fand das Blutbad von Montemaggio (Eccidio di Montemaggio, auch Battaglia di Montemaggio genannt) am Berg Montemaggio statt. Dabei fanden 19 Partisanen durch die Guardia Nazionale Repubblicana und deutsche Truppen den Tod. Die Partisanen hatten sich in dem Bauernhaus Casa Giubileo (ca. 2,5 km südlich von Badia a Isola) einquartiert mit dem Ziel, die Bahnlinie Empoli–Siena und die Via Cassia zu sabotieren. Dabei nahmen sie einen Tag vorher einen Offiziellen des Italienfeldzugs sowie einen deutschen Unterhändler, der Gefangene austauschen wollte, gefangen. Am Morgen des 28. März wurde die Casa Giubileo von den deutschen Truppen belagert. Nachdem den Partisanen die Munition ausgegangen war, wurde das Haus eingenommen. Die Partisanen wurden nach La Porcareccia gebracht (ca. 1 km nordöstlich von Casa Giubileo und ca. 1,5 km südöstlich von Badia a Isola) und dort hingerichtet. Hier befindet sich heute das Gefallenendenkmal.

## Bilder

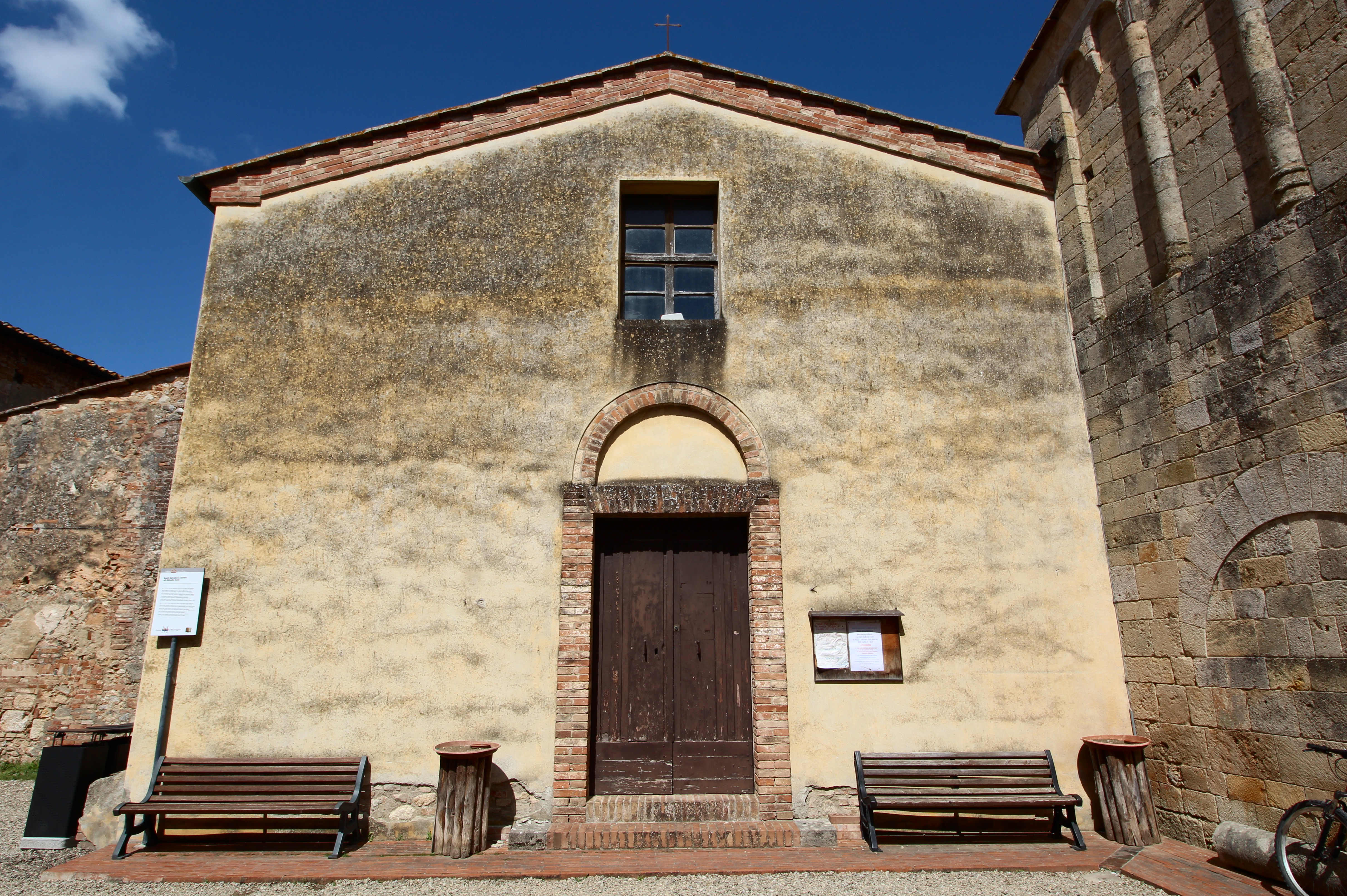
Chiesa del Corpus Domini
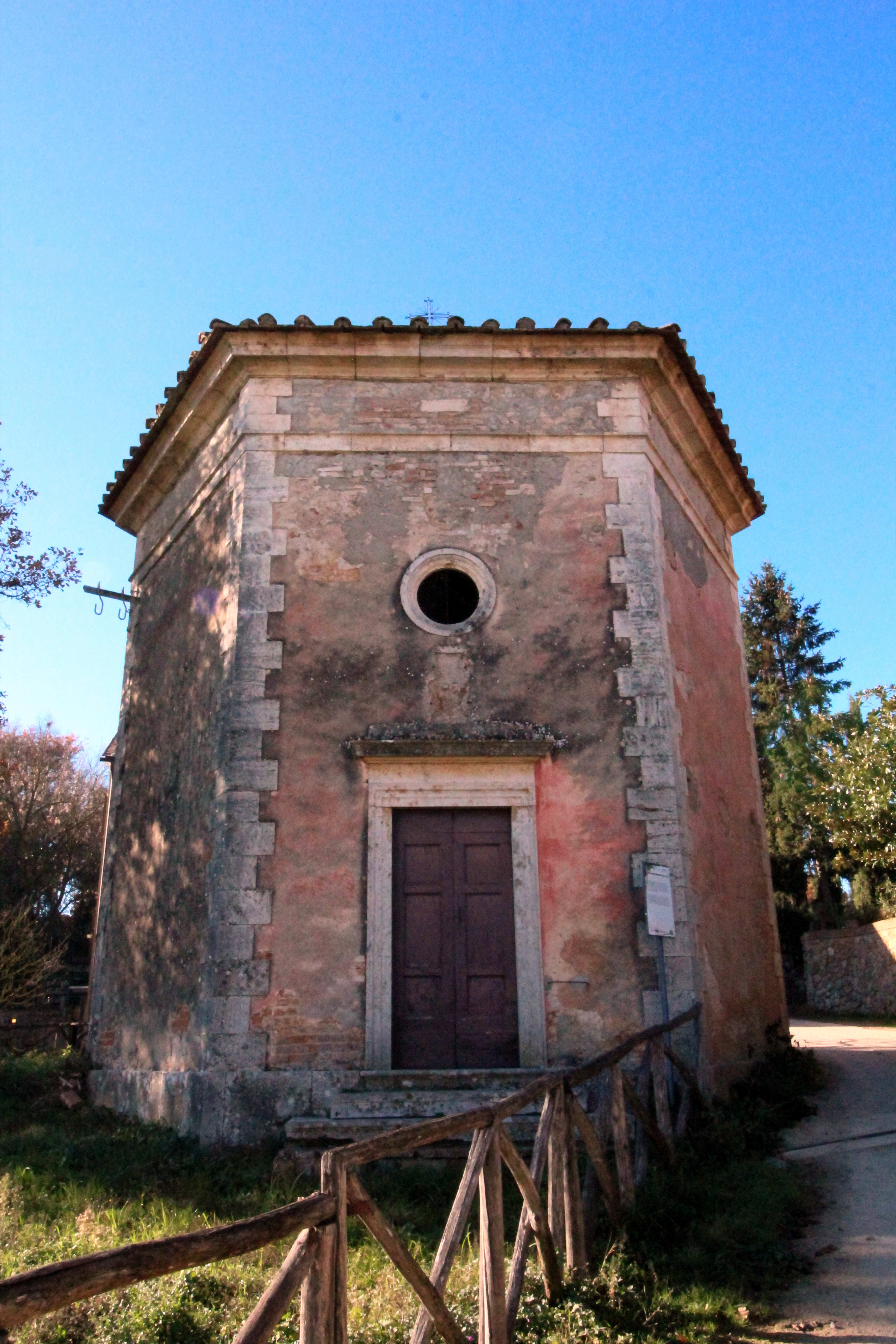
Madonna della Neve
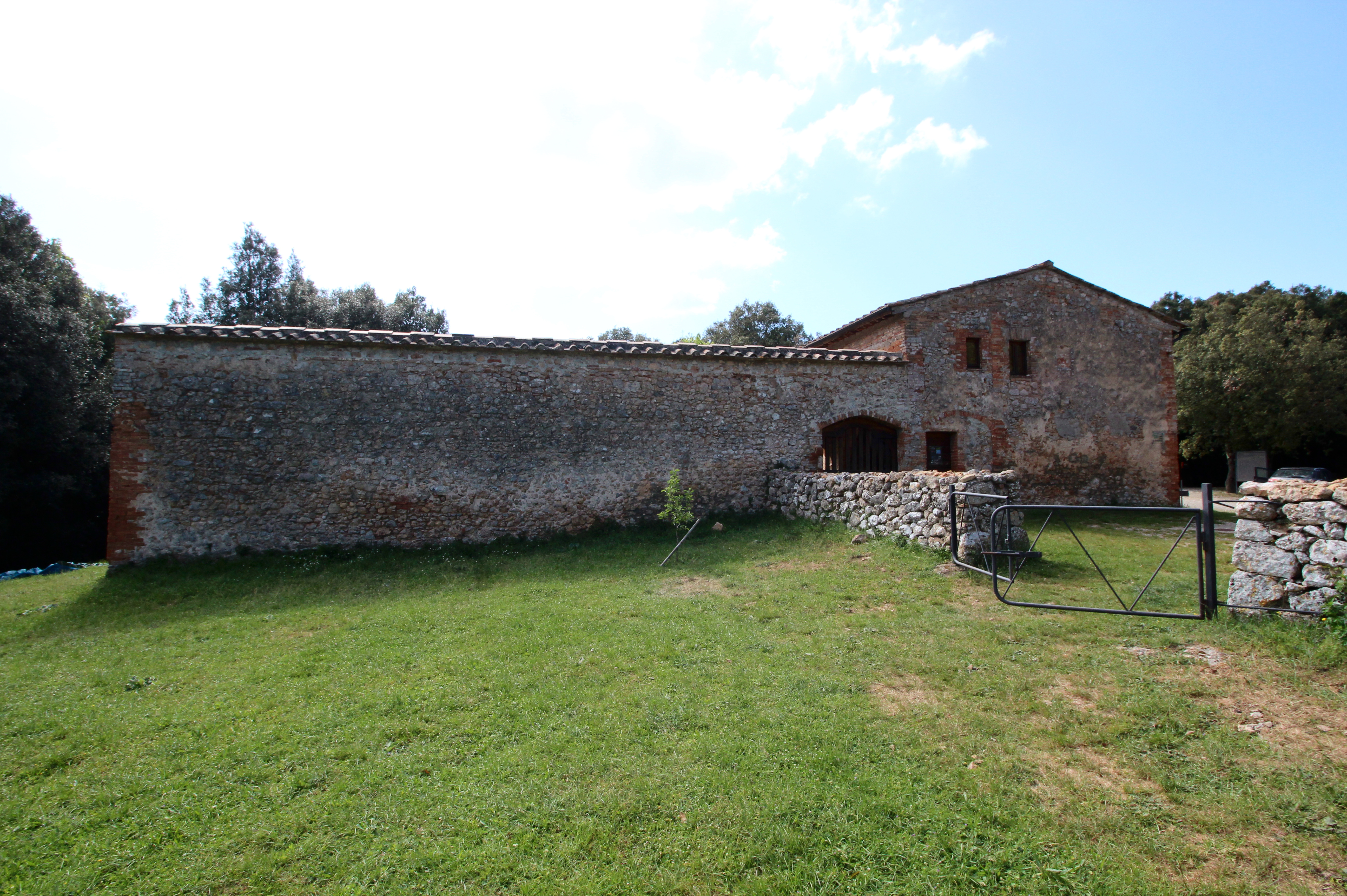
Casa Giubileo
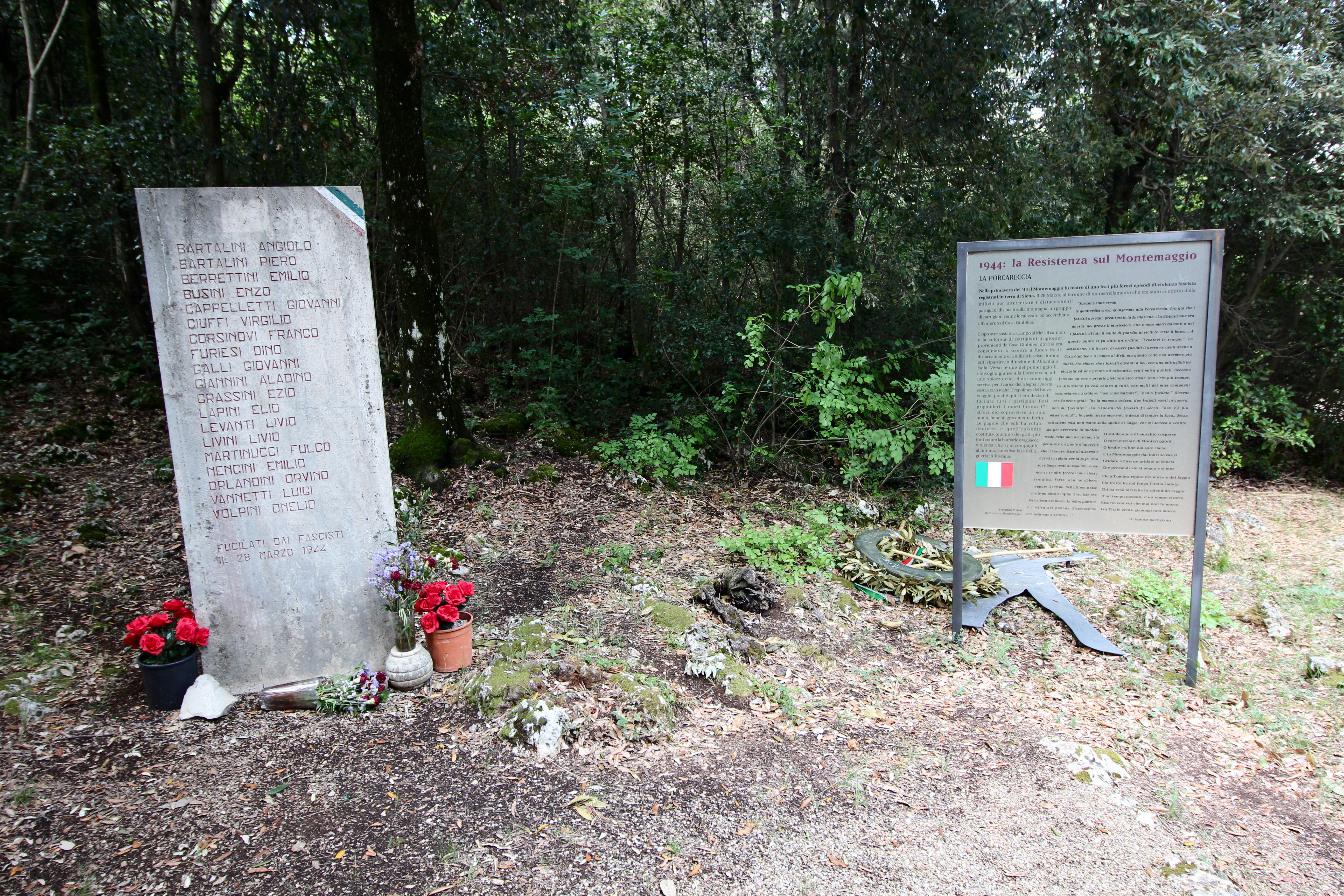
Gefallenendenkmal La Porcareccia